# Blackmore’s Night
Blackmore’s Night to zespół muzyczny tworzony przez Ritchiego Blackmore’a oraz jego żonę, Candice Night. Muzykę zespołu można określić jako inspirowany muzyką renesansową folk rock.

## Muzycy
- Ritchie Blackmore – gitara, mandolina, domra
- Candice Night – śpiew, róg, flet, teksty
- Bard David of Larchmont – instrumenty klawiszowe
- Earl Grey of Chimay – gitara basowa, mandolina, gitara rytmiczna
- Troubadour of Aberdeen – perkusja
- Lady Kelly De Winter – wokal, harmonia, waltornia
- Scarlet Fiddler – skrzypce

## Dyskografia
Albumy studyjne
| Shadow of the Moon          | - Data: 2 czerwca 1997 - Wydawca: Edel Music          | –  | 25 | –  | –  | –  |
| Under a Violet Moon         | - Data: 25 maja 1999 - Wydawca: Edel Music            | –  | 20 | –  | –  | –  |
| Fires at Midnight           | - Data: 10 lipca 2001 - Wydawca: SPV GmbH             | –  | 9  | –  | 32 | 81 |
| Ghost of a Rose             | - Data: 30 czerwca 2003 - Wydawca: SPV GmbH           | –  | 11 | –  | –  | 75 |
| Village Lanterne            | - Data: 4 kwietnia 2006 - Wydawca: SPV GmbH           | 33 | 13 | –  | –  | 67 |
| Winter Carols               | - Data: 2006 - Wydawca: AFM Records                   | –  | 74 | –  | –  | –  |
| Secret Voyage               | - Data: 27 czerwca 2008 - Wydawca: SPV GmbH           | 38 | 14 | 95 | 40 | 67 |
| Autumn Sky                  | - Data: 3 września 2010 - Wydawca: Ariola Records     | 29 | 15 | –  | 43 | 57 |
| Dancer and the Moon         | - Data: 11 czerwca 2013 - Wydawca: Frontiers Records  | 31 | 13 | –  | 39 | 40 |
| All Our Yesterdays          | - Data: 18 września 2015 - Wydawca: Frontiers Records | 39 | 19 | 48 | 48 | 64 |
| Nature’s Light              | - Data: 12 marca 2021                                 |    |    |    |    |    |
| „–” album nie był notowany. |                                                       |    |    |    |    |    |

Albumy koncertowe
| Past Times with Good Company | - Data: 22 października 2002 - Wydawca: SPV GmbH  | 62 | –  | –  |
| Paris Moon                   | - Data: 6 listopada 2007 - Wydawca: SPV GmbH      | 75 | –  | –  |
| A Knight In York             | - Data: 29 czerwca 2012 - Wydawca: Ariola Records | 8  | 46 | 85 |
| „–” album nie był notowany.  |                                                   |    |    |    |

Kompilacje
| Tytuł                                      | Dane dot. albumu                             |
| ------------------------------------------ | -------------------------------------------- |
| Beyond the Sunset: The Romantic Collection | - Data: 14 września 2004 - Wydawca: SPV GmbH |